# Brno-střed
Brno-střed je městská část ve středu statutárního města Brna. Je tvořena několika čtvrtěmi a katastrálními územími, konkrétně historickým centrem města (čtvrť Brno-město a k. ú. Město Brno), Starým Brnem, Stránicemi, Štýřicemi a Veveřím a částmi Černých Polí, Pisárek, Trnité a Zábrdovic. Svým rozsahem se tak do určité míry kryje s územím města Brna v letech 1850–1919 (tzv. Vnitřní Brno). Celková katastrální výměra činí 15,03 km². Samosprávná městská část vznikla 24. listopadu 1990, její úřad sídlí ve středu města. Žije zde přes 64 000 obyvatel.
Většina území městské části se rozkládá mezi řekami Svratkou a Svitavou. Pro účely senátních voleb je území městské části Brno-střed zařazeno do volebního obvodu číslo 59.

## Charakteristika

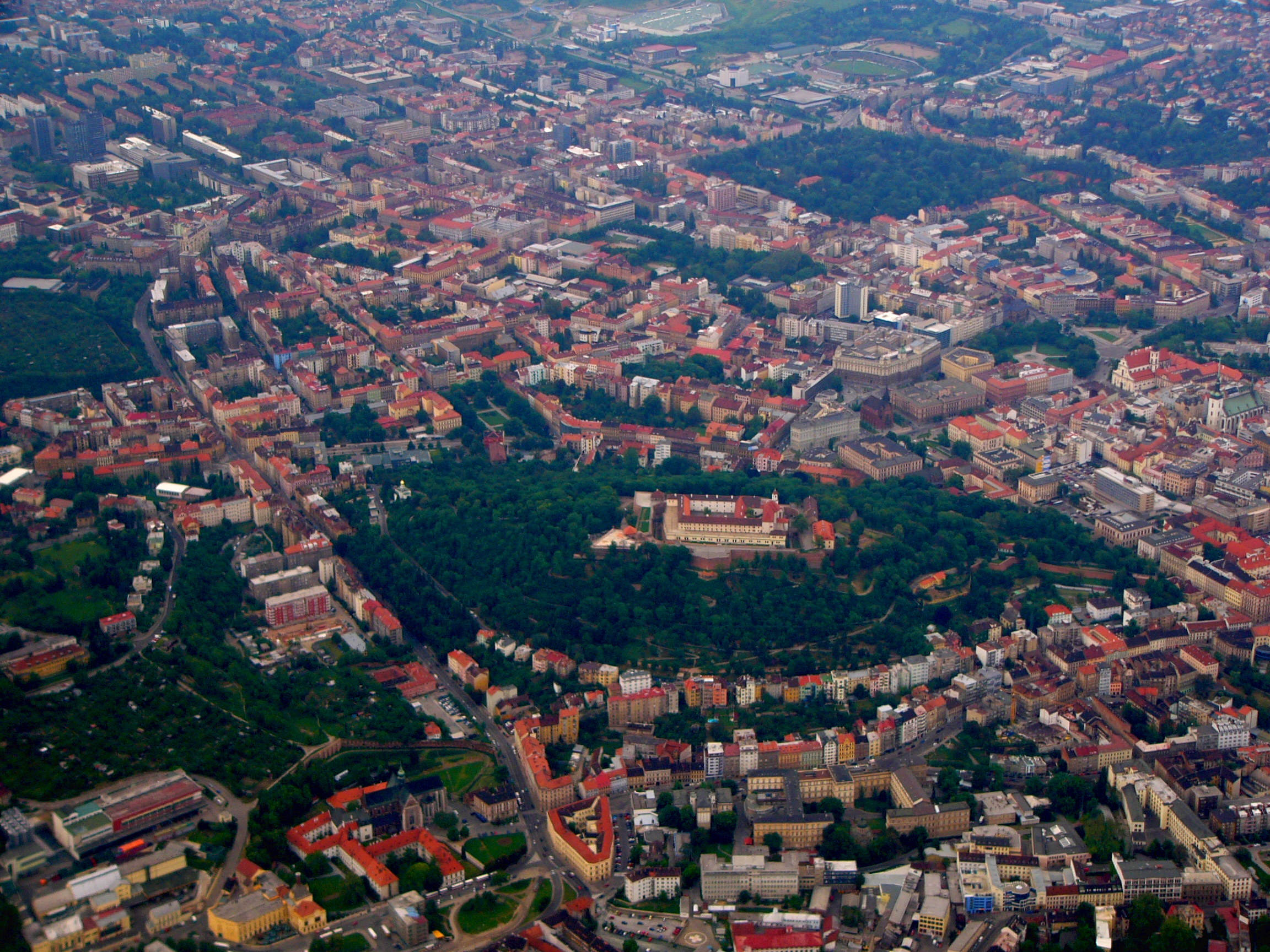
Hrad Špilberk a Brno-střed

Městská část Brno-střed je poměrně nesourodým celkem řady čtvrtí s hustou, ale různě starou zástavbou. Vedle nejstarší brněnské zástavby v historickém jádru Brna se zde nacházejí také moderní výškové budovy i panelová sídliště. Dominanty městské části představují katedrála svatého Petra a Pavla na kopci Petrov a hrad Špilberk. Na území městské části se nachází také nejvýznamnější brněnský park Lužánky i Ústřední hřbitov v Brně. Vzhledem ke svojí poloze v rámci Brna a především k tomu, že zahrnuje i původní historické centrum města, je Brno-střed nejvýznamnější městskou částí Brna a jeho administrativním, hospodářským a kulturním centrem, v němž tradičně sídlí řada úřadů a institucí, řada základních, středních i vysokých škol, mnoho firem i obchodů. Je to také důležitý dopravní uzel.

## Brno-střed jako sídlo úřadů a institucí
V centrální čtvrti Brno-město sídlí Ústavní soud, Úřad pro ochranu hospodářské soutěže, úřad Veřejného ochránce práv, magistrát města Brna, Městský soud v Brně, Brněnské biskupství, Česká televize Brno. Ve čtvrti Veveří sídlí krajský úřad Jihomoravského kraje. V Pisárkách má své sídlo i Ruský konzulát.

## Doprava
Městská část Brno-střed představuje vzhledem ke svojí poloze ve středu Brna významný dopravní uzel, do něhož směřuje nejen řada autobusových, tramvajových i trolejbusových linek městské hromadné dopravy, ale také řada linek vnitrostátní a mezinárodní autobusové, železniční i nákladní dopravy. V centrální městské čtvrti Brno-město se nachází hlavní brněnské železniční nádraží a staré autobusové nádraží, z něhož vyjíždějí například spoje společnosti Student Agency; naopak na jihovýchodě zase Ústřední autobusové nádraží Brno, z něhož vyjíždějí i mezinárodní autobusové spoje. Územím městské části také prochází značná část trasy velkého městského okruhu.

## Obyvatelstvo
| Rok  | Obyv.   | ± %     |
| ---- | ------- | ------- |
| 1869 | 73 771  | —       |
| 1880 | 82 660  | +12 %   |
| 1890 | 94 462  | +14,3 % |
| 1900 | 109 346 | +15,8 % |
| 1910 | 125 737 | +15 %   |
| 1921 | 140 576 | +11,8 % |
| 1930 | 145 187 | +3,3 %  |
| 1950 | 144 445 | −0,5 %  |

| Rok  | Obyv.   | ± %     |
| ---- | ------- | ------- |
| 1961 | 111 180 | −23 %   |
| 1970 | 116 851 | +5,1 %  |
| 1980 | 91 140  | −22 %   |
| 1991 | 75 857  | −16,8 % |
| 2001 | 67 395  | −11,2 % |
| 2011 | 64 316  | −4,6 %  |
| 2021 | 70 857  | +10,2 % |

## Ekonomika
Brno-střed je však také hospodářským srdcem Brna. Nachází se zde řada velkých, středních i malých firem a také mnoho obchodů. Významnou zdejší společností jsou Brněnské veletrhy a výstavy, které mají v Pisárkách známé výstaviště. Z obchodů jsou významné například hypermarket Interspar na Vídeňské, vícepatrová budova obchodního domu Tesco na Dornychu, obchodní centrum Vaňkovka nacházející se mezi Tescem a Ústředním autobusovým nádražím, jakož i velké hobby markety Hornbach a Bauhaus na Heršpické ulici. Hlavně v centrální čtvrti Brno-město má své pobočky i řada bank jako je Česká národní banka či Komerční banka aj.

## Kultura
V městské části Brno-střed mají své sídlo i významné kulturní instituce, jako je Moravské zemské muzeum, Moravská galerie, Muzeum města Brna či divadla – Janáčkovo divadlo, Mahenovo divadlo, Městské divadlo, Hadivadlo, divadlo Reduta, Divadlo Husa na provázku aj., je zde Hvězdárna a planetárium, Moravská zemská knihovna a řada dalších.

## Technická infrastruktura
Mezi problémy MČ Brno-střed patří (jedná se o Kamennou čtvrť) nedostatečné pokrytí kanalizační sítí. Tento stav je nevyhovující jak z hlediska hygieny, tak z hlediska ochrany životního prostředí.[zdroj?]

## Historický přehled

### Ve středověku

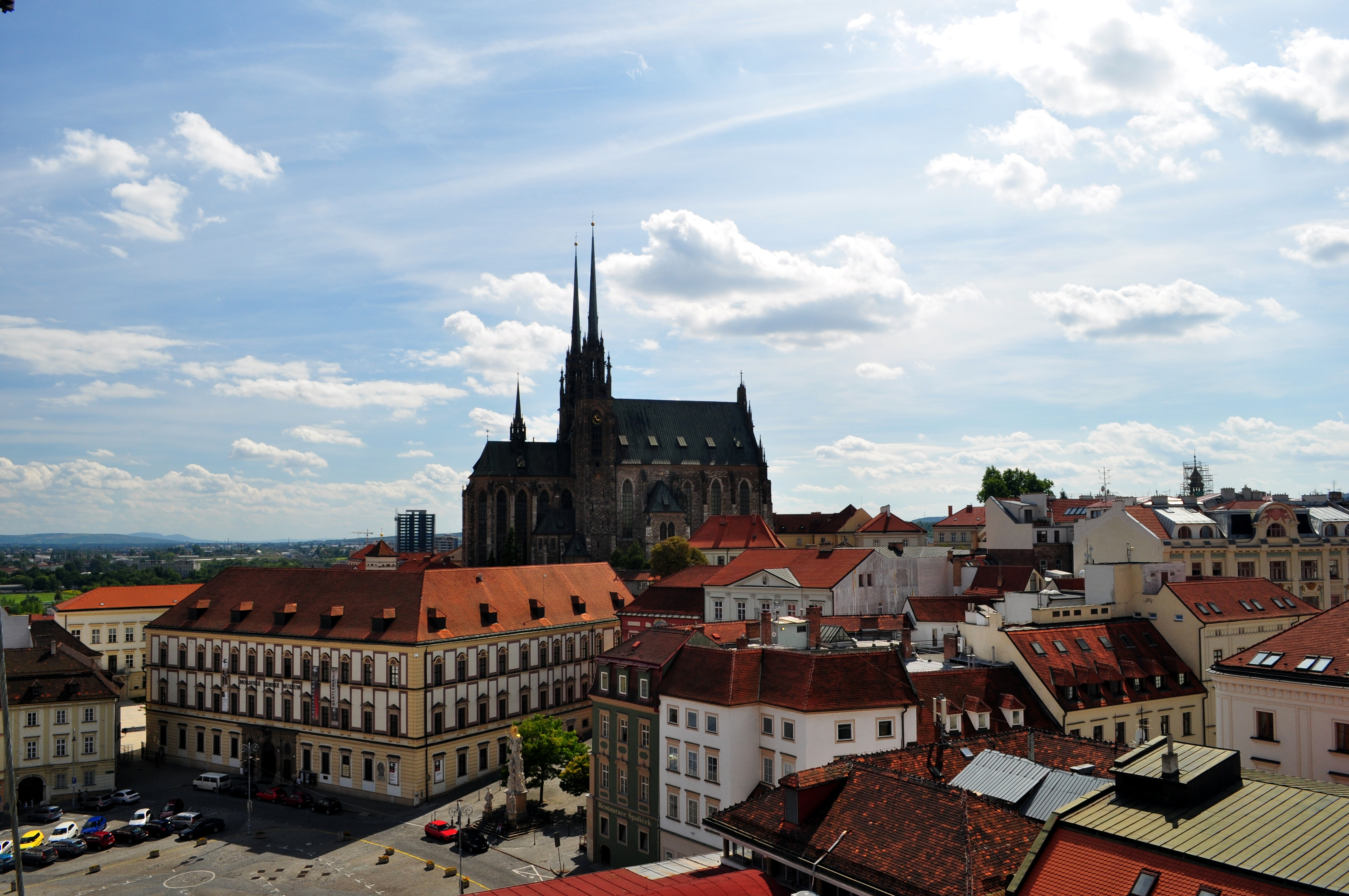
Katedrála svatého Petra a Pavla a Ditrichštejnský palác na Zelném trhu

Nejstarší doklady (žárová pohřebiště) slovanského osídlení moderní městské části Brno-střed pocházejí z Pisárek ze 6. století. Jádro městské části tvoří čtvrť Brno-město, ale nejstarší zástavba moderní městské části vznikala už v dobách Velkomoravské říše na území Starého Brna a v severní části Štýřic, které původně ke Starému Brnu také zčásti náležely. Po připojení Moravy k Českému knížectví vznikl v 11. století na území moderní městské části Brněnský hrad, avšak dodnes se vedou spory o jeho poloze. Předpokládá se, že se nacházel na území Starého Brna mezi dvěma rameny řeky Svratky, jeho dříve předpokládaná poloha na Petrově se podle současných výzkumů nezdá příliš pravděpodobná. Z roku 1091 pochází první zmínka o brněnském hradu v Kosmově kronice. Z roku 1223 pochází první zmínka o chrámu sv. Petra a Pavla na Petrově. Na přelomu 12. a 13. století dochází k přílivu cizích kolonistů a k rozšíření osídlení ze Starého Brna východním směrem, což vede ke vzniku trhové vsi kolem dnešního Náměstí Svobody. Počátkem 13. století vzniklo na území čtvrti Brno-město několik osad obyvatelstva různého etnického původu, které se během první třetiny 13. století spojily a daly tak vzniknout středověkému Brnu, jehož území nyní tvoří převážnou část území této čtvrtě. Ve 20. nebo 30. letech 13. století se pak Brno stalo městem, jehož právní řád byl odvozen od rakouských měst Enže a Vídně. V lednu 1243 udělil český král a moravský markrabě Václav I. Brnu městská privilegia čímž se stalo královským městem. Již tehdy bylo Brno alespoň zčásti obehnáno městskými hradbami. V 70. letech byl pak západně od původního města Brna založen hrad Špilberk, který byl původně zeměpanským hradem, nepatřícím k městu. Před městskými hradbami vznikla menší zástavba 4 předměstských čtvrtí, které se nacházely převážně v okrajových částech moderního katastrálního území Město Brno. Kromě nich vznikla ve 13. a 14. století na území Brna-středu na cestách směřujících k městu řada předměstí, které Brno obklopovaly: Cejl, Dornych, Křenová, Křídlovice (podél Křídlovické ulice), Nové Sady, Pekařská (podél ulice Kopečné a horní části ulice Pekařské), Radlas, Statek Kostela Všech Svatých (západně od ústí ulice Kopečné do ulice Pekařské), Švábka (podél dolní části Údolní ulice), Trnitá, Nová Ulice (po obou stranách dnešní Lidické ulice). Mimo těchto předměstí se na území dnešní městské části postupně ustavily územní jednotky se samostatnou správou, které nelze v této době považovat za předměstí: Křížovnické Území (zahrnovalo dolní část Pekařské ulice a severozápad území moderní městské části), Území Svaté Anny (v podstatě areál dnešní fakultní nemocnice U Svaté Anny), a Špilberk. Některé z těchto celků podléhaly Brnu, ale zpravidla měly vlastní správu (tzv. brněnská magistrátní předměstí), jiné byly na Brnu nezávislé. Kdysi nejvýznamnější brněnský sídelní celek Staré Brno byl pravděpodobně již od 14. století městysem. Roku 1366 je na západě území moderní městské části Brno-střed v moderním katastrálním území Pisárky doložena existence vodního mlýna zvaného Kamenný mlýn, jehož pozemky náležely až do roku 1898 k Žabovřeskám. Roku 1420 nechalo město preventivně spálit některé domy v předměstských čtvrtích z obavy, že by je mohli využít husité při případném obléhání města. Husité pak město neúspěšně obléhali v květnu 1428 a pak roku 1430. Brno zůstalo po celou dobu pevnou baštou katolictví, k čemuž přispěl jeho převážně německý charakter. Husité město nedobyli, těžce však poškodili Staré Brno (vypáleno v prosinci 1429) či Švábku. V letech 1440–1453 byl Špilberk poprvé součástí Brna, podruhé pak v letech 1560–1620.
Roku 1454 vypověděl židy z Brna král Ladislav Pohrobek. V letech 1467–1468 bylo město ostřelováno špilberskou posádkou. Roku 1603 byli do města uvedeni kapucíni, kterým městská rada prozatímně přidělila kostel Sv. Máří Magdalény.

### Za třicetileté války
Roku 1619 se město přidalo ke stavovskému povstání, za což bylo po svojí kapitulaci roku 1621 potrestáno a přišlo o Špilberk. V letech 1619, 1622, 1625, 1643, 1646 a 1648 řádil ve městě mor.
V roce 1641 po dobytí Olomouce švédskými vojsky se Brno stalo faktickým hlavním městem Moravy mj. proto, že sem byly z Olomouce narychlo přemístěny Zemské desky. Konec sporu obou měst učinil však až roku 1782 markrabě a císař Josef II., který přiznal nárok na označení hlavního města definitivně Brnu. V letech 1643 a 1645 bylo Brno neúspěšně obléháno osmnáctitisícovým švédským vojskem generála Torstensona, který chtěl Brno použít jako základnu pro finální útok na Vídeň. Při prvním švédském obléhání Brna zapálili jeho obránci klášter františkánů pod Petrovem, aby zabránily Švédům v jeho případném využití při obléhání Brna. Požár se ale rozšířil i na klášter františkánek sv. Josefa a nakonec i zasáhl i katedrálu sv. Petra a Pavla, kde zničil mimo jiné i knihovnu a archiv. Sami Švédové tehdy velké škody nenapáchali. Při přípravě na druhé švédské obléhání Brna nechalo město preventivně vypálit předměstí Cejl, Nové Sady, Trnitou, aby je Švédové nemohli využít při obléhání města. Při druhém obléhání se později k Torstensonovu vojsku přidalo ještě desetitisícové vojsko sedmihradského knížete Jiřího II. Rákócziho, jehož část ale byla zanedlouho odvolána k Lednici. Během tohoto obléhání město bránilo pouze 1476 obyvatel, přičemž vojáci tvořili necelou polovinu. Díky tvrdosti a nasazení obránců a geniální organizaci obrany Raduitem de Souches však Švédové neuspěli a s osmitisícovými ztrátami byli donuceni obléhání ukončit. Při svém obléhání však těžce poškodili klášterní areál na Území Svaté Anny, kostel Všech Svatých ve Statku Kostela Všech Svatých, a zapálili opuštěné domy obyvatel Starého Brna, kteří odešli do města a pomáhali při jeho obraně. V letech 1643 a 1645 zanikla téměř celá zástavba středověkých předměstských čtvrtí, které město nechalo také preventivně zlikvidovat. Po druhém švédském obléhání zůstala částečně poškozena i předměstí Nová Ulice, Pekařská, Švábka a nevelká zástavba Křížovnického Území. Klášterní zástavba Území Svaté Anny i zástavba předměstí Cejl, Nových Sadů, Švábky, Trnité se dočkala obnovení a dosavadní Statek Kostela Všech Svatých byl připojen k magistrátnímu předměstí Pekařská.

### Od konce třicetileté války do roku 1849

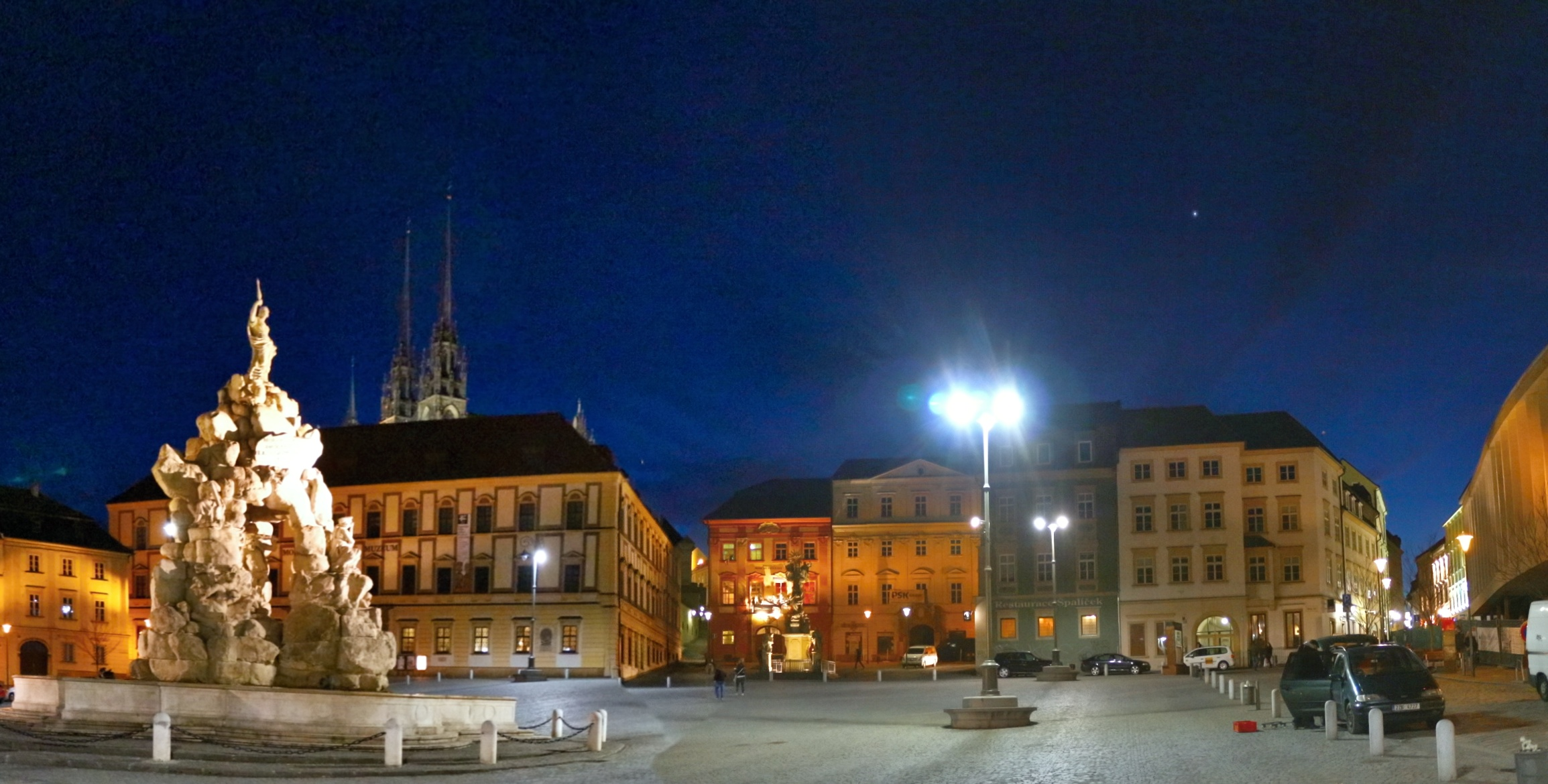
Večerní Zelný trh

Po třicetileté válce bylo město přeměněno v barokní pevnost s řadou bastionů. Koncem 17. století vzniklo na jižním konci ulice Veveří nové předměstí Malá Nová Ulice, které navázalo na zaniklé osídlení někdejší Hartlůvky (součást středověké IV. předměstské čtvrti), zaniklé v letech 1643 a 1645. K dalším škodám došlo roku 1742, kdy město neúspěšně obléhali Prusové. Roku 1777 se město stalo centrem nově založeného biskupství, podléhajícího však Olomouckému arcibiskupství.
V 18. století došlo na území moderní městské části Brno-střed k rozvoji průmyslu, což vedlo ve třetí třetině 18. století i ke vzniku nových tzv. Josefinských předměstí: Horní Cejl, Hráze, Jircháře, Josefov, Kožená, Příkop, Silniční. Roku 1786 byl z rozhodnutí Josefa II. založen na severovýchodě území dnešní městské části Brno-střed, v tehdejším katastrálním území Velká Nová Ulice, dosud největší brněnský park Lužánky. V letech 1805 a 1809 město obsadil francouzský císař Napoleon Bonaparte, za jehož druhého pobytu započala likvidace bastionů. V roce 1817 bylo císařským dekretem Františka I. založeno Františkovo muzeum, dnešní Moravské zemské muzeum, druhé největší a zároveň druhé nejstarší (po muzeu v Opavě) muzeum v ČR. V první polovině 19. století vznikla na západě území Brna-středu, v nejjižnější části tehdejšího katastru obce Žabovřesky, osada Kamenný Mlýn, jež se později roku 1898 stala samostatnou obcí. Roku 1824 vzniklo na východě Křenové ulice nové předměstí Olomoucká ulice. Rok 1839 bylo město spojeno s Vídní železnicí. Roku 1846 bylo zavedeno veřejné osvětlení plynovými lampami, roku 1847 byl do Brna zaveden telegraf.

### Od roku 1850 do roku 1919
6. července 1850 bylo území Brna rozšířeno o 19 dalších katastrálních území (Dolní a Horní Cejl, Josefov, Kožená, Křenová, Křížová, Malá Nová Ulice, Náhon, Na Hrázi a Příkop, Nové Sady, Pekařská, Silniční, Staré Brno, Špilberk, Švábka, Trnitá, U Svaté Anny, V Jirchářích, Velká Nová Ulice a Červená, Zábrdovice) a jeho rozloha se zvětšila na 1 732 hektarů; jeho rozšířené území (tzv. vnitřní Brno) se pak zhruba krylo s moderní městskou částí Brno-střed. Tímto rozšířením zároveň započalo připojování pozemků moderní městské části k Brnu, které bylo dokončeno roku 1919. Samotné původní město se spolu se sousedním katastrálním územím Špilberku stalo I. ze 4 nově zřízených samosprávných okresů, v jejichž čele stály okresní výbory v čele s představeným a náměstkem. V letech 1859–1864 bylo postupně zbořeno téměř celé městské opevnění Brna, z něhož se do dnešní doby zachovaly spolu s přestavěnou Měnínskou bránou jen krátké úseky, přiléhající k ulicím Husova, Bašty, k Denisovým Sadům a ve dvoře domu Jezuitská 13. Po zboření městského opevnění započala roku 1864 na jeho místě výstavba nové zástavby a kromě ní vzniklo na severovýchodě čtvrti několik parků. Dále došlo k prudkému průmyslovému rozvoji Brna. V srpnu 1869 zahájila provoz koněspřežná dráha. Rok 1873 přinesl první vysokou školu v Brně, technický institut. V letech 1881 a 1882 bylo nově vybudované městské divadlo osvětleno jako první evropské divadlo elektrickými žárovkami T. A. Edisona, hned další rok bylo založeno první české knihkupectví Joži Barviče. Roku 1899 bylo založeno Vysoké učení technické v Brně. V letech 1896–1916 byla ve čtvrti provedena rozsáhlá asanace (přestavba), při níž bylo zbořeno 238 starých domů a jiných budov včetně Královské kaple (zbořena roku 1908), přičemž původní záměr zahrnoval 429 domů. Asanaci předcházelo roku 1870 zboření kostela sv. Mikuláše na Náměstí Svobody. Od třetí třetiny 19. století dochází na území Brna-středu ke vzniku zástavby nových čtvrtí Veveří, Lužánky, Masarykova čtvrť a k zahušťování zástavby předměstí Křenová, Dolní Cejl a Horní Cejl. Roku 1883 byl na původně hornoheršpických pozemcích založen brněnský ústřední hřbitov, jehož území se zároveň stalo novým katastrálním územím Staré Brno II. část, jež bylo odděleno od zbytku Brna; zároveň bylo dosavadní katastrální území Staré Brno přejmenováno na Staré Brno I. část. V letech 1898 a 1903 bylo k. ú. Staré Brno II. část v souvislosti s rozšiřováním hřbitova rozšiřováno jižním směrem o další původně hornoheršpické pozemky. Podle indikační skici katastrálního území Černovice datovanou rokem 1873 byly 31. března 1898 připojeny k Brnu pozemky na severozápadě tehdejší obce Černovice, které nyní tvoří jihovýchod městské částí Brno-střed a severovýchod sousední městské části Brno-jih (na území Brna-středu se jedná o Hladíkovu ulici, krátký úsek ulice Mlýnská a části ulic Zvonařka a Masná). Počátkem 20. století došlo k regotizaci katedrály svatého Petra a Pavla. Roku 1905 byly brněnské samosprávné okresy zrušeny. Roku 1915 vzniká nové katastrální území Staré Brno a Vídeňka, jehož součástí se vedle obou stávajících starobrněnských katastrů staly další do té doby hornoheršpické pozemky severně a východně od ústředního hřbitova.

### Od roku 1919 do počátku 21. století

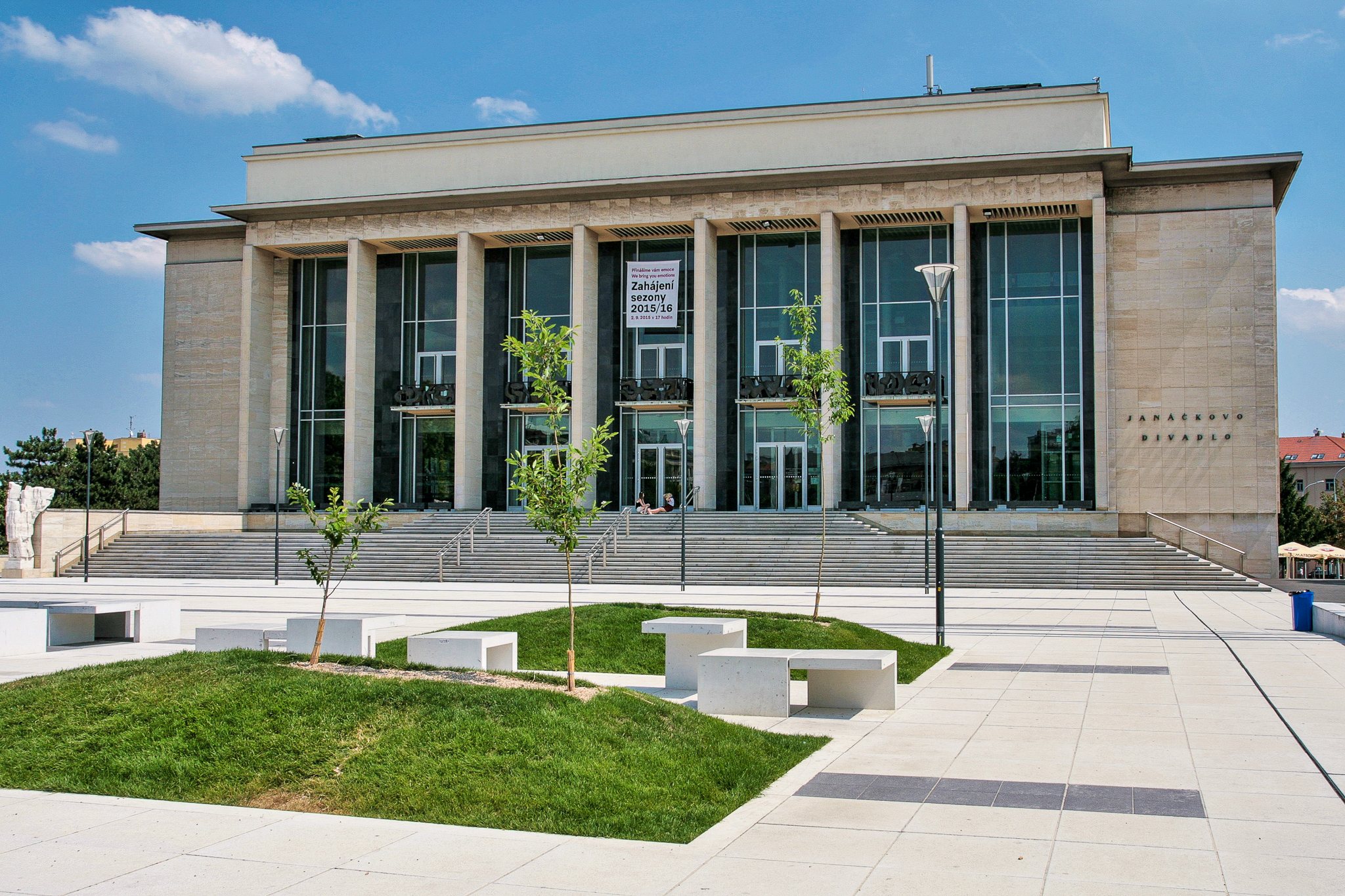
Janáčkovo divadlo a park

16. dubna 1919 došlo k dalšímu rozšíření Brna, po němž už k Brnu náležely všechny pozemky moderní městské části Brno-střed. Nově získané, předtím mimobrněnské, pozemky moderní městské části náležely tehdy ke katastrům těchto připojených obcí: Bohunice, Horní Heršpice, Kamenný Mlýn, Komárov a Žabovřesky. Roku 1928 bylo otevřeno Brněnské výstaviště, jež bylo později rozšiřované. V letech 1939–1941 bylo vybudováno prodloužení Husovy ulice a její propojení s Nádražní ulicí přes tehdejší areál Denisových sadů, čímž byl zároveň tento park rozdělen a tak vznikl park Studánka na moderním katastru Starého Brna. Za komunismu došlo na území Brna-středu k zásadním urbanistickým změnám, které jsou většinou chápány negativně. Jednalo se například o postavení socialistické tržnice na Zelném trhu nebo přestavbu Starého Brna v letech 1962–1965, při níž byly mimo jiné zasypány poslední viditelné části Svrateckého náhonu, zbořena řada starších budov včetně někdejší starobrněnské radnice a postaveno panelové sídliště Staré Brno-sever. Dále bylo v letech 1958–1965 postaveno Janáčkovo divadlo a roku 1980 byla dokončena hala Rondo. V 90. letech 20. století došlo na území městské části k dalším stavebním zásahům, z nichž některé jsou pokládány za značně kontroverzní – například vybudování obchodního centra Velký Špalíček či pseudogotická puristická přestavba Špilberku. Zároveň došlo od 90. let i k řadě rekonstrukcí za komunismu chátrajících budov – například Dům pánů z Lipé, Petřvaldský dům (dnes Obchodní galerie Orlí), Kleinův palác, či Městský dvůr na Šilingrově náměstí.

### Změny katastrálního členění městské části
Součástí Brna se jednotlivé části území moderní městské části Brno-střed staly postupně v letech 1850–1919. Před první katastrální reformou Brna ze začátku 40. let 20. století existovala na území moderní městské části Brno-střed celá původní katastrální území Josefov, Kožená, Malá Nová Ulice, Město Brno, Náhon, Na Hrázi a Příkop, Nové Sady, Pekařská, Silniční, Špilberk, Švábka, U Svaté Anny, V Jirchářích, dále části katastrálních území Bohunice, Dolní a Horní Cejl, Horní Heršpice, Komárov, Křenová, Křížová, Staré Brno a Vídeňka, Trnitá, Velká Nová Ulice a Červená, Zábrdovice, Žabovřesky (včetně části Kamenného Mlýna). Při první katastrální reformě Brna řada malých katastrálních území zanikla rozdělením či přičleněním k větším katastrálním územím. Zároveň došlo i k úpravám hranic i nadále existujících katastrů, takže na území moderní městské části poté existovala celá katastrální území Město Brno, Nové Sady a Špilberk, a dále části katastrálních území Bohunice, Dolní a Horní Cejl, Horní Heršpice, Komárov, Křížová, Staré Brno a Vídeňka, Trnitá, Velká Nová Ulice a Červená, Zábrdovice a Žabovřesky. Při poslední druhé katastrální reformě z konce 60. let 20. století došlo ke značným změnám, vznikla řada nových katastrální území, zatímco staré se rušily nebo došlo ke změnám jejich hranic. Území moderní městské části se nyní členilo na celá katastrální území Lužánky, Město Brno, Staré Brno, Veveří, Stránice, Štýřice, a dále části katastrálních území Pisárky, Ponava, Trnitá a Zábrdovice. K poslední změně došlo roku 1979, když došlo ke zrušení katastrálního území Lužánky, jeho rozdělení mezi katastrální území Veveří a Černá Pole a k přičlenění zdejší části Ponavy ke katastrálnímu území Veveří.

### Vývoj správní příslušnosti
Území moderní městské části Brno-střed prodělalo zvláště v době komunismu velice dynamický správní vývoj, přičemž se v rámci Brna měnila správní příslušnost jednotlivých částí městské části.

#### Od roku 1990
Jak již bylo zmíněno, vznikla moderní městská část Brno-střed ke 24. listopadu 1990 a původně zahrnovala větší území než v současnosti: na západě v katastrálním území Pisárky vedla část její hranice s tehdy vzniklou městskou částí Brno-Kohoutovice ulicí Veslařskou a na východě pak zahrnovala celou pravobřežní část moderního katastrálního území Zábrdovice. K prvnímu zmenšení došlo k 1. říjnu 1995, kdy nabyla účinnosti dohoda o změně hranice se sousední městskou částí Brno-Jundrov, podepsaná 29. září 1995. Na základě této dohody městská část Brno-střed předala část svého území v katastrálním území Pisárky do správy městské části Brno-Jundrov. Ke druhému zmenšení městské části, které bylo zatím poslední změnou jejího vymezení, pak došlo k 1. květnu 1998, kdy nabyla účinnosti dohoda o změně hranice se sousední městskou částí Brno-sever, podle které městská část Brno-střed předala výše zmíněné sousední městské části do správy část katastrálního území Zábrdovice, přičemž nová hranice byla stanovena linií vedoucí ulicemi Francouzskou, Hvězdovou, Bratislavskou, Soudní, Cejlem a Tkalcovskou.

## Seznam starostů
| Č. | Jméno                    | Od                 | Do                 | Strana                     | Poznámky    |
| -- | ------------------------ | ------------------ | ------------------ | -------------------------- | ----------- |
| 1  | Pavel Rubina (* 1946)    | 6. prosince 1990   | 2. prosince 1994   | HSD-SMS poté ČMSS poté ODA |             |
| 2  | Jarmila Horová (* 1941)  | 2. prosince 1994   | 30. listopadu 1998 | ODS                        |             |
| 3  | Josef Kameníček (* 1942) | 30. listopadu 1998 | 3. května 2005     | ODS                        | rezignoval  |
| 4  | Dagmar Hrubá (* 1938)    | 3. května 2005     | 3. listopadu 2006  | ODS                        |             |
| 5  | Michal Bortel (* 1981)   | 3. listopadu 2006  | 17. prosince 2007  | ČSSD                       | rezignoval  |
| 6  | Dagmar Hrubá (* 1938)    | 6. února 2008      | 2. července 2008   | ODS                        | rezignovala |
| 7  | Libor Šťástka (* 1974)   | 2. července 2008   | 19. listopadu 2014 | ODS                        |             |
| 8  | Martin Landa (* 1976)    | 19. listopadu 2014 | 21. listopadu 2018 | ŽTB poté nestraník         |             |
| 9  | Vojtěch Mencl (* 1970)   | 21. listopadu 2018 | úřadující          | ODS                        |             |